# Santuario della Madonna dell'Oliveto (Chiusavecchia)
Il santuario della Madonna dell'Oliveto è un luogo di culto cattolico situato nel comune di Chiusavecchia, in via Santuario, in provincia di Imperia.
Le principali festività si celebrano l'8 settembre nella ricorrenza religiosa della Natività di Maria, il 16 luglio per la festa di Nostra Signora del Carmine e il 19 marzo per la solennità di san Giuseppe.

## Storia e descrizione

Il campanile

L'edificazione di una primitiva cappella votiva ebbe origine, secondo la tradizione e devozione popolare, da un'apparizione tra le fronde di un albero di ulivo della Vergine Maria ad alcuni contadini di Chiusavecchia che, nella mariana manifestazione, disse loro di erigere un edificio per il culto. Ne seguì la primaria costruzione della chiesa, intitolata a santa Maria dell'Oliveto, in un periodo databile tra il XIII e il XIV secolo.
La chiesa venne citata in un atto testamentario del 1524 del locale Giovanni Gandolfo che destinò al santuario parte dei suoi beni.
Grazie ad alcuni elementi della facciata, una pietra d'angolo, si è potuto apprendere che l'edificio subì a partire dal 1562 una parziale se non totale ricostruzione che fu ultimata intorno al 1619. Nella visita del vescovo di Albenga Vincenzo Landinelli, risalente a quel periodo, il prelato non annotò nessuna criticità.
La struttura fu nuovamente modificata tra il 1830 e il 1860 con la divisione a tre navate, queste ultime sostenute da pilastri inglobanti le antiche colonne cinquecentesche; sopra al presbiterio venne edificata la cupola.
Sull'altare maggiore è custodita l'immagine venerata della Madonna che fu incoronata nel 1846. Le decorazioni e gli affreschi del 1854 sono opera del pittore Riccardo Piccardi - detto il Veneziano - che dipinse gli interni con episodi di vita della Vergine e celebri apparizioni.
La tradizione popolare attribuisce all'intercessione della Madonna dell'Olivo diversi avvenimenti e fatti che si verificarono nel paese di Chiusavecchia come la preservazione dal colera negli anni 1835, 1837 e 1854 o la liberazione dalle cavallette sul finire del XVII secolo.